# Leonay, New South Wales
Leonay este o suburbie în Sydney, Australia.